# 양제츠
양제츠(중국어: 杨洁篪, 양결지, 1950년 5월 ~ )는 중화인민공화국의 정치인이자 외교관이다. 2007년부터 2013년까지 제10대 외교부장을 지냈다. 2001년부터 2005년까지 미국 주재 중화인민공화국 대사를 역임하면서 거의 미국에서 보냈다.

## 어린 시절과 교육
상하이에서 태어난 양제츠는 상하이 외국어 학교를 졸업하고 영국으로 건너가 1973년부터 1975년까지 바스 대학교와 런던 정치경제대학교에서 수학하였다. 그는 이어 중국 주요 공산당원 양성소이자 저우언라이 총리의 모교인 난카이 대학에서 철학박사 학위를 취득하였다.

## 경력

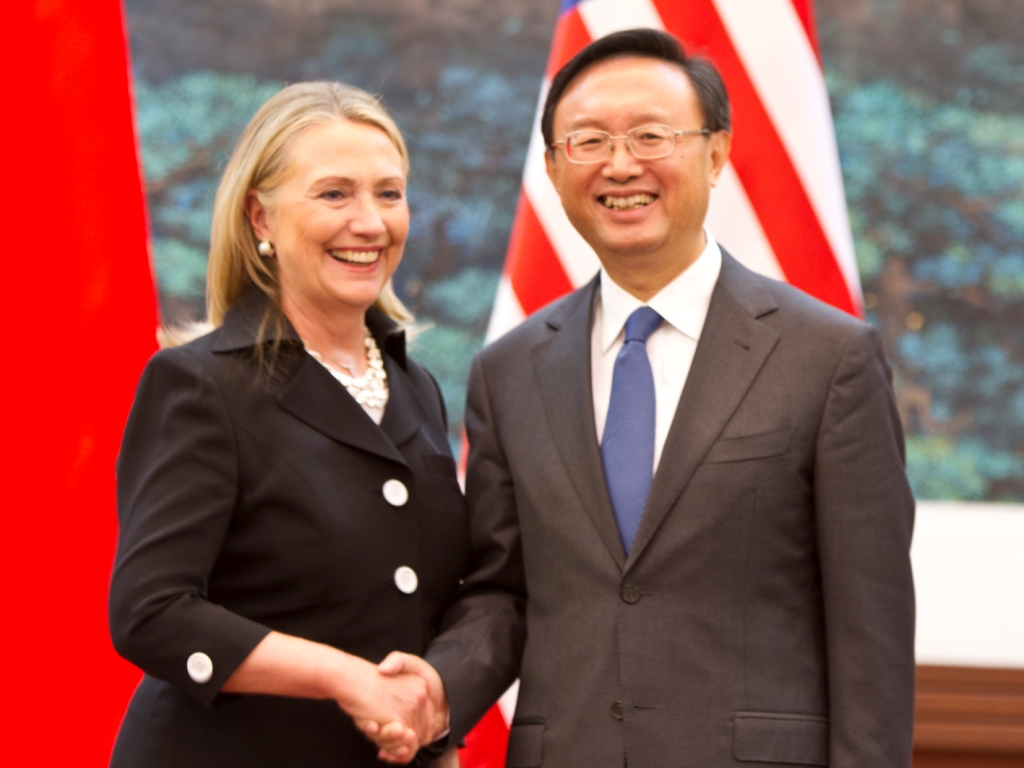
힐러리 클린턴 국무장관과 함께

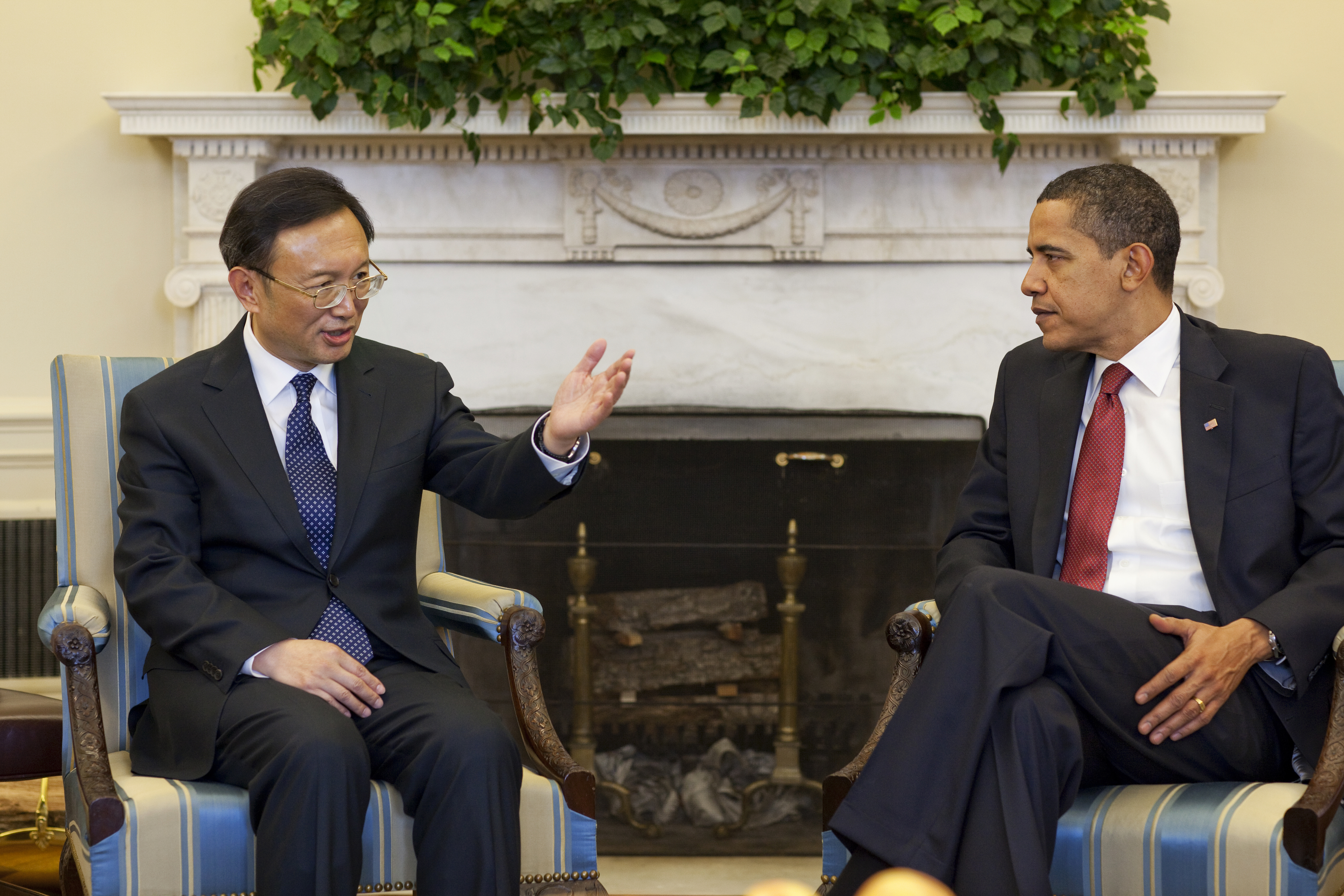
백악관에서 버락 오바마 미국 대통령과 회담하는 양제츠

양제츠는 이전에 미국에서 외교관으로 지냈으며 1983년 제2서기로 시작하여 후에 주미 대사(2001 ~ 05)와 라틴아메리카, 홍콩, 마카오와 타이완을 위하여 책임을 진 외교부의 부부장을 지냈다. 1989년 톈안먼 사건이 일어나는 동안 양제츠는 북아메리카로 떠나는 데 전국인민대표대회 의장 완리를 동행하였다.
주미 대사로서 자신의 재직 기간 동안 양제츠는 2001년에 일어난 하이난섬 사건에 이어 양국 사이에 긴장을 진정시키는 일을 하였다.
2007년 4월 리자오싱의 뒤를 이어 외교부장이 되었다.
2010년 7월 하노이에서 열린 동남아시아 국가 연합 외무장관 회의에서 남중국해에 항해의 자유에 "중화인민공화국의 공격"으로서 응답된 힐러리 클린턴 국무장관에 의한 의견을 부르고 싱가포르의 외무장관 조지 여에게 "중화인민공화국은 큰 나라이고 다른 나라들이 작은 나라들이라 그것이 사실일 뿐이다"라고 말하였다.
오스트레일리아의 외무장관 밥 카와 회담에서 양제츠는 노던 준주에 미국 총선박을 놓는 결정을 비난하였다.
2013년 그는 중화인민공화국 주재 일본 대사이자 공명당의 당수 기테라 마사토를 만났다. 또한 유럽 연합과 그 회원국들에서 온 대사들과 회담들을 개최하기도 하였다. 그는 대한민국과 인연을 강화하는 데 박근혜 대통령 당선자의 특별 교섭인 김무성과 만나기도 하였다. 양제츠는 또한 세계 평화에 더 많은 공헌을 위하여 더 많은 보증을 만들기도 하였다.
2013년 3월 12차 전국인민대표대회 회의에서 국무위원으로 선출되었다.
양제츠는 중국공산당 제18차 중앙위원회의 위원이다. 또한 중국공산당 제17차 중앙위원회의 위원이며 제16차 중앙위원회의 교대 위원이기도 하다.

### 명예
양제츠는 2009년 제네바 외교 대학교에서 명예 학위를 받았다. 2012년 8월 14일 아시프 알리 자르다리 파키스탄 대통령은 양제츠에게 2013년 3월 23일 양제츠에게 파키스탄 시민 훈장이 내려질 것이라고 공고하였다.

## 다른 이름 "타이거 양"
조지 H. W. 부시 전 미국 대통령은 양제츠가 호랑이띠의 해인 1950년에 태어난 이유로 그의 다른 이름이 "타이거 양"이라고 말하였다.